# Dov Alfon

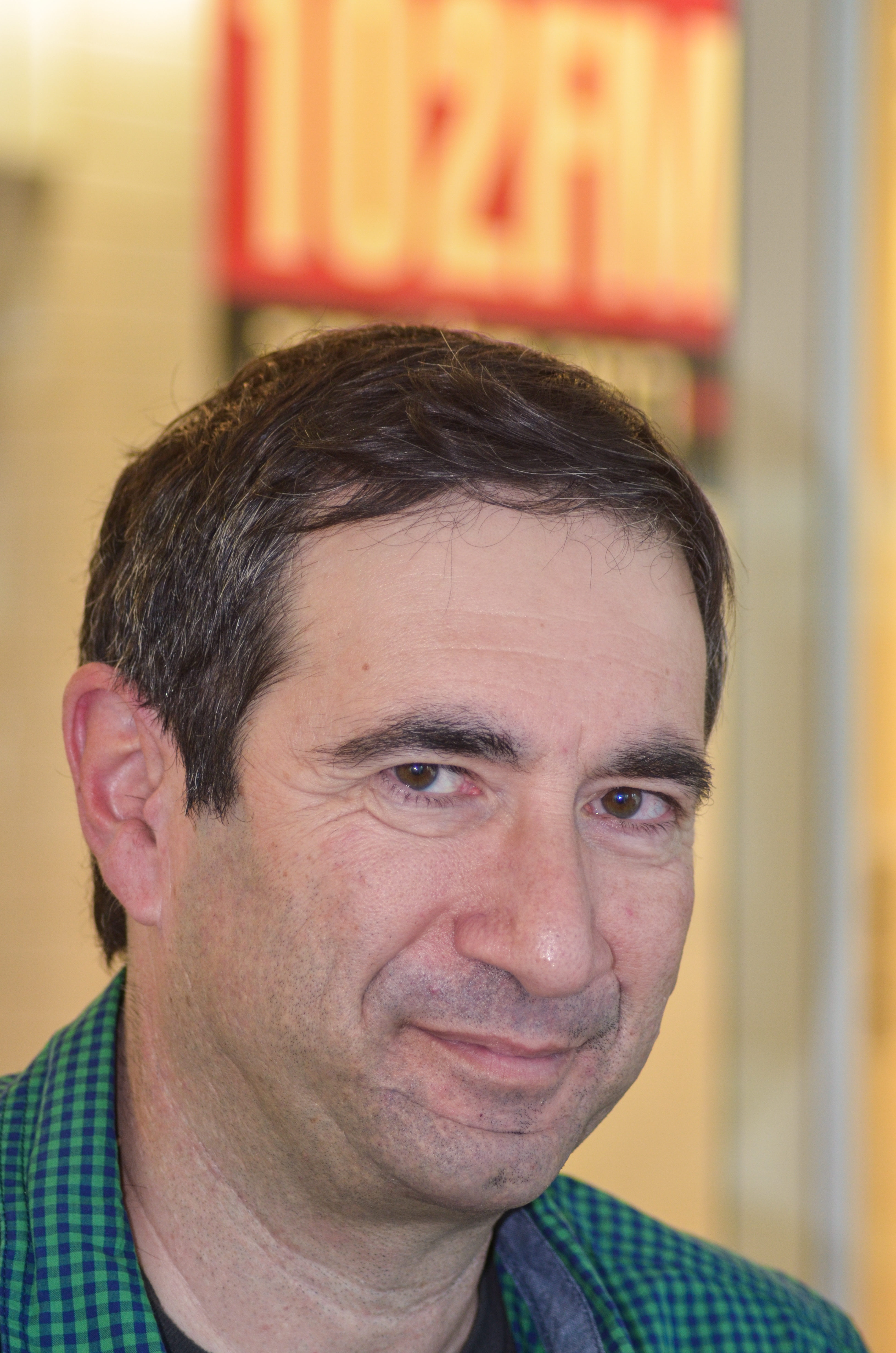
Dov Alfon (2014)

Dov Alfon (hebräisch דב אלפון‎; geboren 1961 in Sousse, Tunesien) ist ein israelischer Journalist und Schriftsteller. Er war Chefredakteur der israelischen Tageszeitung Ha'aretz und des Verlags Kinneret. Sein Debütroman Unit 8200 war in Israel ein Bestseller und erschien 2019 auf Deutsch.

## Biografie
Alfon wurde in Tunesien geboren und wuchs zunächst in Paris auf. An seinem elften Geburtstag emigrierte seine Familie nach Israel, wo sie sich in Aschdod niederließ. Seinen Militärdienst absolvierte Alfon als Geheimdienstoffizier bei der Unit 8200, der Einheit der israelischen Streitkräfte zur Fernmelde- und elektronischen Aufklärung. Während seines Studiums an der Hebrew University in Jerusalem begann er 1983 für eine Studentenzeitung zu schreiben. 1984 arbeitete er für die Wochenzeitung Koteret Rashit. Alfon war von 1989 bis 2004 für Ha'aretz in leitenden Positionen in der Kulturredaktion und im Magazinbereich tätig. Von 2002 bis 2007 moderierte Alfon eine wöchentliche Kultursendung im israelischen Fernsehen.
Von 2004 bis 2008 war Alfon Chefredakteur des Verlags Kinneret Zmura-Beitan Dvir. 2008 wurde er Chefredakteur bei Ha'aretz. Diesen Posten verließ er 2011. Heute ist er Frankreichkorrespondent der Zeitung und lebt in Paris.

## RomanUnit 8200
Dov Alfons erster Roman, der Agententhriller Unit 8200, stand in Israel 22 Wochen weit oben auf der Bestsellerliste. Er war das meistverkaufte Buch des Jahres 2016. Im Jahr 2019 erschien der Roman auf Deutsch im Rowohlt-Verlag. In einem Interview erklärte Alfon, das „fiktive Universum“ der Schriftsteller erkläre „die Welt besser als alle Zeitungsartikel“. Katharina Granzin von der taz urteilte: „...seine Insiderkenntnisse sind auf sehr unterhaltsame Art in seinen ersten Roman eingegangen“. Sie warf ihm zwar vor Männerfantasien zu bedienen, resümierte jedoch: „Superfeministisch ist das alles noch lange nicht – und trotz aller Seitenhiebe aufs israelische Polit-Establishment ganz schön patriotisch –, aber definitiv super gut geschrieben.“